# Пармська шинка

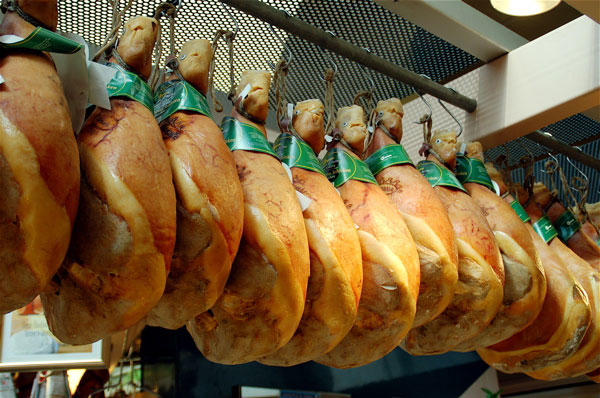
Пармська шинка

Пармська шинка (італ. Prosciutto di Parma) — сиров'ялена шинка (прошуто), вироблена в італійській провінції Парма на північний захід від Болоньї. Пармську шинку відрізняє м'який пряний смак, рожевий колір, тонкі шари жиру та тендітна структура.
Пармська шинка з'явилася і до цього дня виробляється здебільшого в селищі Лангірано (італ. Langhirano) на річці Парма. Оригінальна пармська шинка маркується клеймом із зображенням п'ятикутної корони Пармського герцогства.
Пармська шинка є закускою і в класичному рецепті сервірується з динею або іншими фруктами.

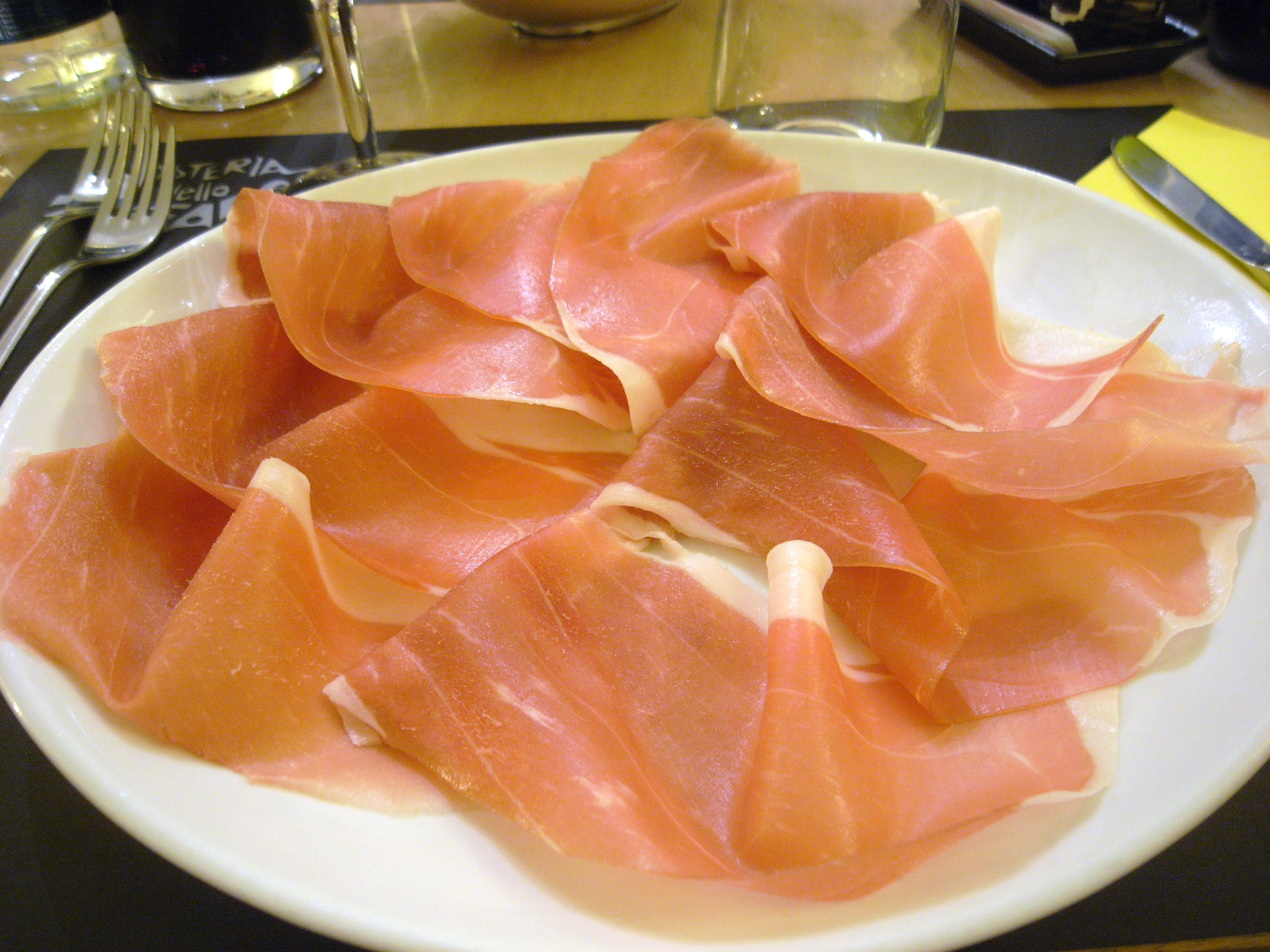
Пармська шинка

Пармська шинка виробляється тільки з свинини порід Large White, Landrance та Duroc, причому ці тварини повинні бути вирощені виключно в областях Середньої або Північної Італії: Емілія-Романья, Венеція, Ломбардія, П'ємонт, Молізе, Умбрія, Тоскана, Марке, Абруццо, Лаціо, бути старше дев'яти місяців і важити не менше 150 кг.